# Dario Lillo
Dario Lillo (17 aprile 2002) è un ciclocrossista, mountain biker e ciclista su strada svizzero che corre per il Q36.5 Continental Cycling Team.

## Palmarès

### Cross
- 2019-2020

Radcross Illnau, Junior (Illnau-Effretikon)
EKZ CrossTour #3, Junior (Meilen)
Campionati svizzeri, Junior
Grote Prijs Adrie van der Poel, 7ª prova Coppa del mondo Junior, (Hoogerheide)
- 2020-2021

Campionati svizzeri, Under-23
- 2021-2022

Campionati svizzeri, Under-23
- 2022-2023

Campionati svizzeri, Under-23
- 2023-2024

Campionati svizzeri, Elite

### Mountain bike
- 2019

Swiss Bike Cup #2, Cross country Junior (Buchs)
Argovia Vittoria-Fischer Bike Cup, Cross country Junior (Lostorf)
Campionati svizzeri, Cross country Junior
Campionati europei, Staffetta a squadre (con Joel Roth, Ramona Forchini, Sina Frei e Andri Frischknecht)
- 2022

Campionati mondiali, Staffetta a squadre (con Khalid Sidahmed, Ramona Forchini, Ronja Blöchlinger, Anina Hutter e Nino Schurter)
- 2023

Campionati mondiali, Staffetta a squadre (con Nicolas Halter, Linda Indergand, Ronja Blöchlinger, Anina Hutter e Nino Schurter)

## Piazzamenti

### Competizioni mondiali
- Campionati del mondo di ciclocross

Bogense 2019 - Junior: 15º
Dübendorf 2020 - Junior: 4º
Ostenda 2021 - Under-23: 15º
Fayetteville 2022 - Under-23: 12º
Hoogerheide 2023 - Under-23: 21º
- Campionati del mondo di mountain bike

Mont-Sainte-Anne 2019 - Cross country Junior: 18º
Leogang 2020 - Cross country Junior: 6º
Val di Sole 2021 - Cross country Under-23: 14º
Les Gets 2022 - Cross country Under-23: 7º
Les Gets 2022 - Staffetta a squadre: vincitore
Glasgow 2023 - Staffetta a squadre: vincitore
Glasgow 2023 - Cross country Under-23: 3º

### Competizioni europee
- Campionati europei di ciclocross

Rosmalen 2018 - Junior: 26º
Silvelle 2019 - Junior: 3º
's-Hertogenbosch 2020 - Under-23: 22º
Drenthe-Col du VAM 2021 - Under-23: 22º
Namur 2022 - Under-23: 11º
Pontchâteau 2023 - Under-23: 6º
- Campionati europei di mountain bike

Brno 2019 - Staffetta a squadre: vincitore
Brno 2019 - Cross country Junior: 6º
Monte Tamaro 2020 - Cross country Junior: 4º
Novi Sad 2021 - Cross country Under-23: 6º
Anadia 2022 - Cross country Under-23: 5º
Anadia 2023 - Cross country Under-23: 2º
Romania 2024 - Cross country Under-23: 4º